# Axel de la Motte
Axel Bertram de la Motte, född 11 augusti 1879 i Kristianstad, död 19 november 1937 i Kristianstad, var en svensk skådespelare och tapetserare.
Han var Sveriges förste stuntman.

## Filmografi
- 1910 – Värmlänningarne
- 1910 – Regina von Emmeritz och Konung Gustaf II Adolf
- 1910 – Fänrik Ståls sägner